# بیمارستان دکتر چمران (شیراز)
بیمارستان دکتر چمران واقع در استان فارس، شهر شیراز بیمارستانی دانشگاهی و درمانی وابسته به دانشگاه علوم پزشکی شیراز است که با ۲۴۱ تخت فعال در سال ۱۳۳۰ خورشیدی تأسیس شد.
هم‌اکنون این بیمارستان دارای بخش‌های اتاق عمل، اورژانس، اسکرین، جراحی مغز و اعصاب، داخلی اعصاب (نورولوژی)، فوق تخصصی، جراحی فک و صورت، بخش ۱ ارتوپدی، بخش ۲ ارتوپدی، بخش ۳ ارتوپدی، بخش ۴ ارتوپدی، بخش ۵ارتوپدی (ERB), ICU1، بخش ۶ ارتوپدی (زنان)، ICU2، توانبخشی و دیگر واحدهای پاراکلینیکی و درمانگاهی است.
ریاست بیمارستان چمران شیراز در حال حاضر به عهده سید محمدرضا هادوی، عضو هیئت علمی دانشگاه علوم پزشکی شیراز و متخصص بیهوشی است.